# Peniophora versiformis
Peniophora versiformis är en svampart som först beskrevs av Berk. & M.A. Curtis, och fick sitt nu gällande namn av Bourdot & Galzin 1928. Peniophora versiformis ingår i släktet Peniophora och familjen Peniophoraceae.   Inga underarter finns listade i Catalogue of Life.